# アフマド・シャフィーク
アフマド・ムハンマド・シャフィーク・ザキー（アラビア語: أحمد محمد شفيق زكي, ラテン文字転写: Ahmed Mohamed Shafik Zaki, [ˈæħmæd mæˈħæmmæd ʃæˈfiːʔ]、1941年11月25日 - ）は、エジプト・アラブ共和国の軍人、政治家。いわゆる世俗派。

## 概要
エジプト空軍司令官（cf.エジプト軍）を務め、2011年1月29日から同年3月3日までの33日間、同国首相を務めた。その間2回の内閣改造を行った。2012年エジプト大統領選挙の有力候補であったが、決選投票で敗れた。
戦闘機パイロットにはじまり飛行中隊（スコードロン）司令官、ウィングコマンダー、基地司令官とキャリアを重ねていき、1996年から2002年までエジプト空軍司令官を務め、階級は空軍中将。その後2002年から2011年までは民間航空大臣を務めた。
2011年1月29日、エジプト革命における民衆の要求に応える形で、ホスニー・ムバーラクより首相に指名された。これによりシャフィークは末期のムバーラク政権の一端を支えた最後の首相となった。首相を務めたのは約1ヶ月間のみであった。3月2日に出演した討論番組において、エジプトの著名な小説家よりムバーラク体制の遺物であると責めたてられ、翌日の3月3日に首相職を辞した。

## 生い立ち
1941年11月、エジプト王国カイロにて生誕。1961年に空軍士官学校(en:Egyptian Air Academy）を卒業後、20歳で空軍(en:Egyptian Air Force) (EAF) に入隊する。その後、軍事学の修士を得たほか、ナーセル軍事大学院で高等戦争カレッジ(HWC)、国防カレッジ(NDC)、およびパリ高等戦争学校で連合部隊の 給費生。ナーセル軍事大学院で上級司令官コースを修了。また「宇宙における国家戦略」で博士号を取得している。空軍中将として数々のメダルと勲章を獲得した。

## 軍人として
若き将校の時代は戦闘機のパイロットを務め、のちに飛行隊の指揮官となった。1967年から1970年にかけて発生した第三次中東戦争の消耗戦争 (War of Attrition) においては、複数の航空隊の指揮官を同時に経験する。その後、空軍基地司令官のポストを得た。
1973年の第四次中東戦争においては当時空軍司令官兼国防次官であったホスニー・ムバーラクの指揮のもと、上級の戦闘機パイロットとして戦った。この戦争ではイスラエルの航空機を2機撃墜したとされている。
1984年にはローマの在イタリア大使館の武官に任命され、1986年までその任に就いた。1988年から1991年にかけていくつかの上級司令官を経験し、その後に空爆作戦局の司令官に任命された。1991年に空軍参謀長に任命され、1996年4月には空軍司令官に昇進した。
2002年に兵役を退き、民間航空大臣に任命された。空軍司令官のポストは参謀長マグディー・ガラール・シャアラーウィ空軍中将が引き継いだ。

## 政治家として

### 首相指名と辞任
2011年1月25日に革命運動が勃発し、1月28日には反体制派デモ隊24人が死亡。ムバーラクはアフマド・ナズィーフ首相を含む全閣僚を更迭し、29日、野党を含めたエリート層から尊敬を集めるとされるシャフィークを新しい首相に指名した。シャフィークは、首相就任当初、概ね容認された。彼に敬意を持っていたのは、エジプトのエリート層のみならず、(当時の）反体制派も含まれたと、仏語紙では報じられた。民間航空大臣として、エジプト航空を立て直した、清廉な政治家との評価もあった。内相を更迭し、財界、なかでも、ムバーラクの次男ガマール・ムバーラクの側近は入閣しなかった。
しかし組閣にあたっては閣僚を数名入れ替えただけにとどまったため、不満の声があがった。1月31日、僅か組閣の2日後、1回目の内閣改造をした。
2011年2月11日にムバーラク政権は倒れ、SCAF エジプト軍最高評議会がエジプトの統治を暫定的に引き継いだが、シャフィークはSCAFの一員でもあった。
2月22日、2回目の内閣改造を余儀なくされ、ムバーラク政権に協力した守旧派の一人と見做され、首相として表舞台に残ることに反発を受けた。
2011年3月2日、エジプトの衛星ネットワークONTVにて放送されているリーム・マーギドのトーク番組バラドナー・ベル・マスリにおいて、ヤコービアン・ビルディングの著者であるアラー・アル＝アスワーニーに喧嘩腰のインタビューをされた翌日の3月3日に首相を辞した。アスワーニーは放送中、シャフィークを厳しく批判した。これはエジプトの歴史の中で初めて、政府高官に対する国民の批判がテレビ放送されたケースであった。放送中、アスワーニーは「あなたの息子がパトカーに轢かれたうちの一人であったならば、あなたはそのようにだんまりを決め込むようなことはないだろう」と述べた。さらにアスワーニーは、シャフィークはエジプト人が打倒しようと戦っている体制の残党であり、革命後にエジプトを代表するにはふさわしくない人物だと批判した。
こうした反体制派などからの退陣圧力により2011年3月3日に首相を辞任。在任期間は1ヶ月強という短命政権であった。後任にはイサーム・シャラフが就任した。

### 2012年大統領選挙
2011年11月に次期大統領選挙への立候補を表明した。
2011年11月から2012年1月にかけて行われた人民議会選挙ではイスラム系政党が大躍進を遂げた。
2012年4月中旬にその議会でいわゆる「分離法」が制定され、ムバーラク政権時代の後半10年間に幹部であった者の政治活動が禁じられることとなった。これは議会多数となったイスラム系政党がシャフィークを狙ったものとされ、実際にSPEC 最高大統領選挙委員会は同法を根拠にシャフィークをいったん登録不許可とした。しかし異議申立てが認められ、立候補が可能となり、SCC 最高憲法裁判所に判断が委ねられることとなった。
大統領選挙ではムスリム同胞団脅威論を訴え、第1回投票でシャフィークは2位となり決選投票に進出する。ムバーラク政権下で首相を務めたシャフィークの勝ち上がりには反発の声が起こり、SPECによる選挙結果発表後には首都カイロのタハリール広場にて抗議デモが行われたほか、シャフィークの選挙事務所が放火されるなどした。またカイロ以外でもエジプト各地で抗議デモが行われ、シャフィークや同じく決選投票に進んだ自由と公正党党首のムハンマド・ムルシーのポスターが破られるなど混乱が続いた。
6月14日、6月16日と17日の決選投票の直前、最高憲法裁判所は「分離法」を憲法違反とし、無効とした。これによりシャフィークに立候補資格があることが確定した。同時に最高憲法裁判所は選挙法に不備があったと認定し、人民議会議員の3分の1が当選を取り消された。このため議会は解散されることとなり、同選挙で躍進したイスラム系政党の支持を得るムルシーには打撃に、逆にシャフィークには有利に働くとも報じられた。決選投票翌日の6月18日にはムルシーが自由と公正党の独自集計により勝利宣言を行ったがシャフィークはこれを認めず、19日までにシャフィークも勝利を宣言を行った。6月24日、選挙管理委員会はムルシーを当選者と認定し、シャフィークは敗北を認めた。
選挙の結果が確定した翌日の6月25日、民間航空大臣時代に汚職を行なっていたとの告発を受け、検察当局が捜査を開始。その翌日の6月26日、シャフィークは巡礼目的でアラブ首長国連邦経由でサウジアラビアへと向かった。
9月11日、シャフィーク本人が帰国しない中、エジプト司法当局が汚職容疑で捜査機関に対しシャフィークの逮捕命令を出した。